# Charles-Guillaume Étienne

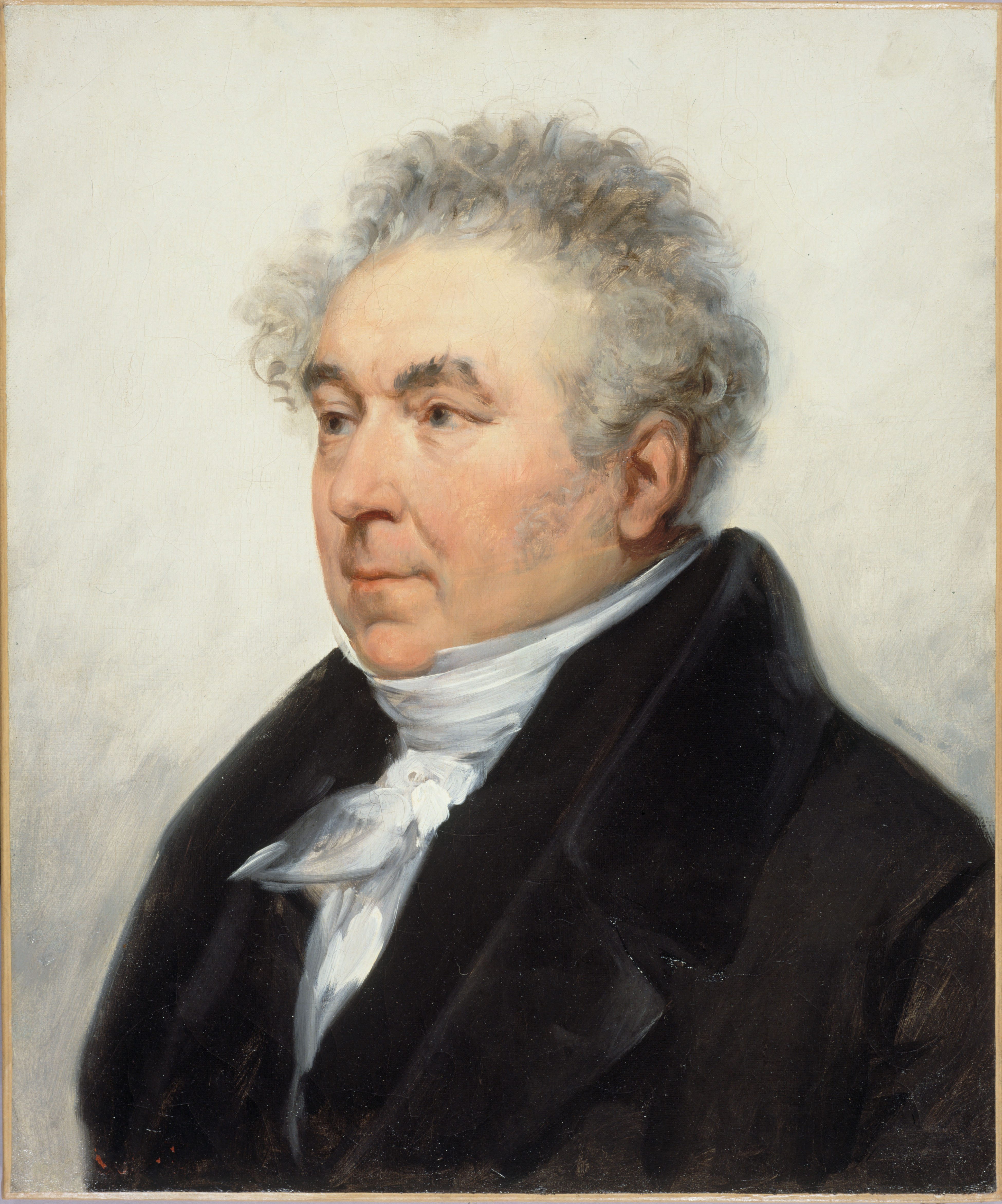
Charles-Guillaume Étienne

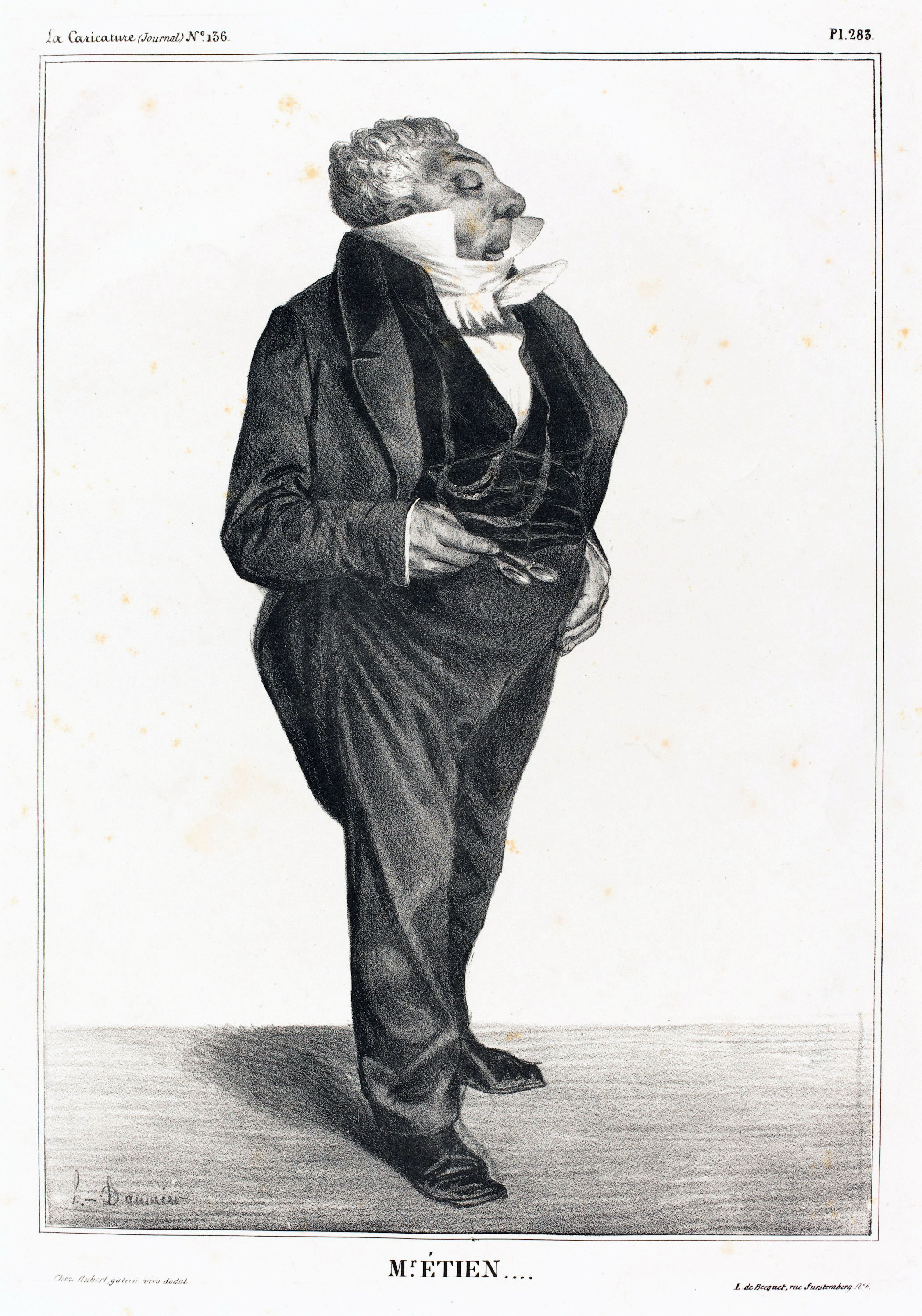
Caricatura, Honoré Daumier, 1833.

Charles-Guillaume Étienne (Chamouilley, 6 gennaio 1777 – Parigi, 13 marzo 1845) è stato un politico francese.

## Biografia
Étienne ricoprì diverse funzioni amministrative durante la Rivoluzione francese e nel 1796 si stabilì a Parigi, collaborando con le redazioni di diversi giornali. Tuttavia egli non riteneva questa occupazione soddisfacente e presto lasciò l'attività giornalistica per dedicarsi al teatro: la sua prima opera (Le Rêve) venne rappresentata nel 1799, mentre il suo successivo debutto alla Comédie Française con la commedia piccante Brueys et Palaprat ebbe un notevole successo.
Nel 1802 pubblicò una Storia del Teatro Francese e divenne quindi segretario di Ugo Bernardo Maret, duca di Bassano. Étienne fu quindi al seguito di Napoleone Bonaparte nelle sue campagne in Italia, Germania, Austria e Polonia, continuando comunque in questo periodo a scrivere per il teatro.
Fu il successo registrato dalla sua commedia Les Deux Gendres, rappresentata per la prima volta nel 1810 a valergli, l'anno successivo, la nomina a membro dell'Académie française. Una sua commedia successiva, L'Intrigante, in 5 atti, riscosse ancora un grande successo, ma le rappresentazioni vennero interrotte dopo sole 11 repliche per volere di Napoleone, che sarebbe rimasto shoccato da alcuni versi in essa contenuti. Questo fatto, scatenò la curiosità del pubblico e le copie a stampa dell'opera andarono letteralmente a ruba. Nel 1814, la Restaurazione portò alla rimozione del divieto di rappresentarla, ma Étienne non intese approfittarne.
Proscritto nel 1816 da Vincent-Marie Viénot de Vaublanc, allora Ministro degli interni, venne escluso dall'Académie française, alla quale tuttavia verrà nuovamente eletto nel 1829. Eletto deputato per 7 volte come rappresentante del dipartimento della Mosa, si ritirò dalla vita politica nel 1839, continuando però a scrivere opere teatrali e poesie, spesso in collaborazione con altri, in particolare con Charles Gaugiran de Nanteuil.

## Opere pubblicate in italiano
- Senno e capriccio, ossia la sposa collerica, adattata all'uso del teatro italiano da Luigi Bossi - Venezia - presso Antonio Rosa - 1805
- Il bassa di Suresne ossia l'amicizia delle femmine, di Charles-Guillaume Étienne e Charles Gaugiran de Nanteuil, traduzione di Giovanni Piazza - Venezia - presso Antonio Rosa - 1805
- Isabella di Portogallo ossia Il retaggio paterno, traduzione di Giorgio Ricchi - Venezia - presso Antonio Rosa - 1806
- Le due madri, farsa di Charles-Guillaume Étienne e Charles Gaugiran de Nanteuil, versione di Filippo Giuseppe Galli - Venezia - presso Antonio Rosa - 1807
- La collerica, traduzione di Giacomo Bonfio - Padova - per Nicolò Zanon - 1818
- I due generi: commedia in cinque atti, traduzione del prof. Gaetano Buttafuoco - Milano - P. M. Visaj - 1834